# Gommenec'h
Gommenec'h [gɔmnɛk] est une commune française située dans le département des Côtes-d'Armor, en région Bretagne.
Ses habitants sont les Gommenechois et les Gommenechoises.Ce petit village contient 2 parc,1 lieu de restaurant,une église et une mairie.Le seule commentaire c'est qu'il n'y a pas de commerce.Un avantage c'est que c'est un village très  calme, de plus près de la mer et de ville avec beaucoup de commerce pour fair vos courses et autres

## Géographie
Gommenec'h est bordée par quatre rivières : le Leff, le Gouazel, le Roz et le Goas Mab.
Le bourg de Gommenec'h est formé des hameaux : Kerbalan, Kerilis, Kerbillion-Bihan, Kerhuel, Kerdoret, Kerdouanec, Kerampalier, Villepierre, Pors-Hamonet, Kervenou, Kermovezen, Kervernier, Kerbars, Kerolland, Kergaff, Kerloas, Kerien, Kervily, Kerbost, Guern-Bras, le Guily, la Ville-Basse, la Trinité, Lochrist, Traou-Morvan, Traou-Gouziou, Traou-Hamon, Traou-Bistihou.
| Saint-Gilles-les-Bois | Trévérec   | Tréméven Lannebert |
|                       | Gommenec'h |                    |
| Pommerit-le-Vicomte   |            | Goudelin           |

### Hydrographie
Pour un article plus général, voir Réseau hydrographique des Côtes-d'Armor.
La commune est située dans le bassin Loire-Bretagne. Elle est drainée par le Leff, le Goazel, le Goaz Mab et le Roz,,.
Le Leff, d'une longueur de 62 km, prend sa source dans la commune du Leslay et se jette  dans le Trieux en limite de Quemper-Guézennec et de Plourivo, après avoir traversé 19 communes. 

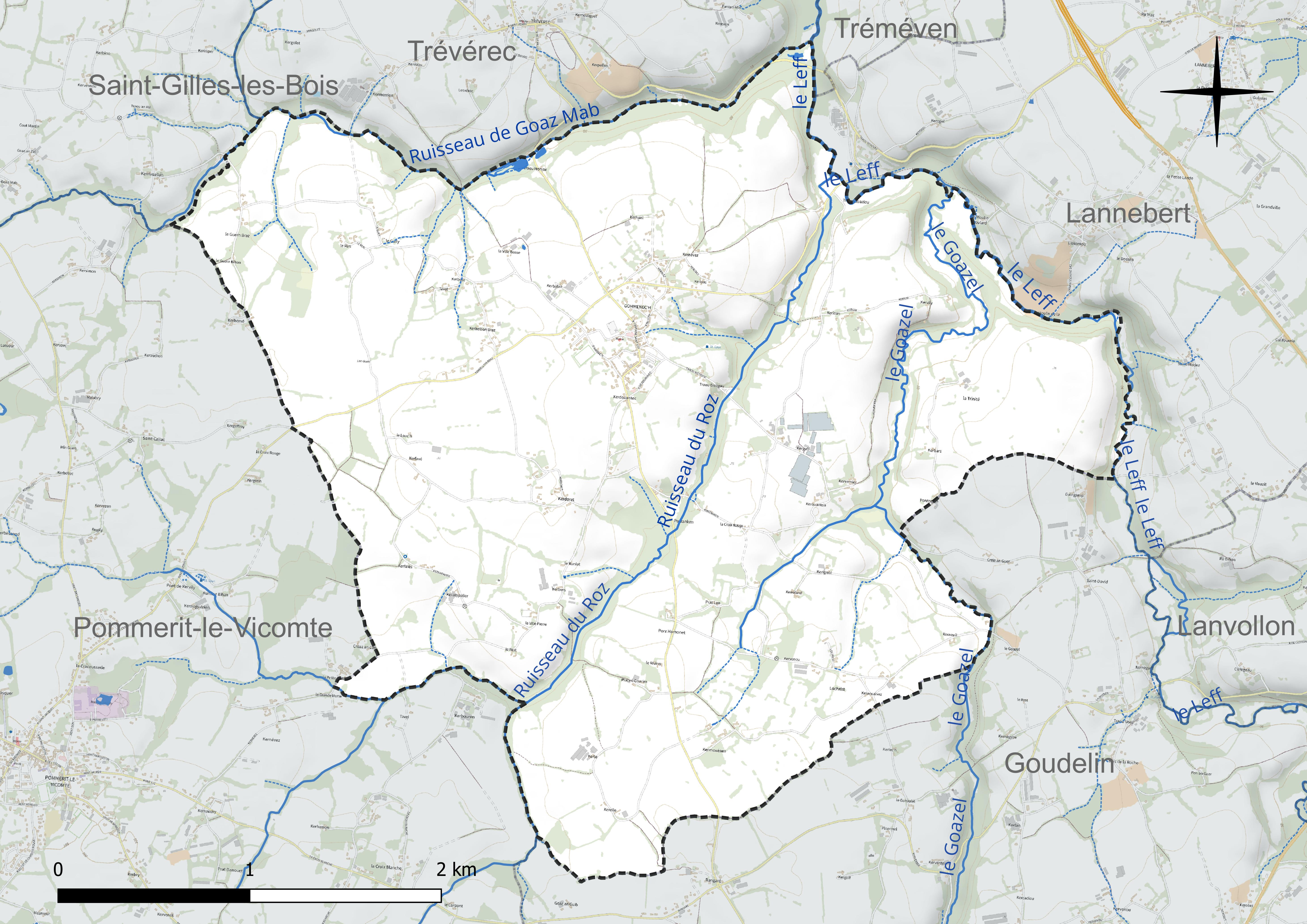
Réseau hydrographique de Gommenec'h.

Le Goazel, d'une longueur de 19 km, prend sa source dans la commune de Lanrodec et se jette  dans le Leff à Lannebert, après avoir traversé six communes. 

### Climat
Pour des articles plus généraux, voir Climat de la Bretagne et Climat des Côtes-d'Armor.
En 2010, le climat de la commune est de type climat océanique franc, selon une étude du Centre national de la recherche scientifique s'appuyant sur une série de données couvrant la période 1971-2000. En 2020, Météo-France publie une typologie des climats de la France métropolitaine dans laquelle la commune est exposée à un climat océanique et est dans la région climatique  Finistère nord, caractérisée par une pluviométrie élevée, des températures douces en hiver (6 °C), fraîches en été et des vents forts. Parallèlement l'observatoire de l'environnement en Bretagne publie en 2020 un zonage climatique de la région Bretagne, s'appuyant sur des données de Météo-France de 2009. La commune est, selon ce zonage, dans la zone « Intérieur », exposée à un climat médian, à dominante océanique.  
Pour la période 1971-2000, la température annuelle moyenne est de 11,3 °C, avec une amplitude thermique annuelle de 10,5 °C. Le cumul annuel moyen de précipitations est de 785 mm, avec 13,4 jours de précipitations en janvier et 6,8 jours en juillet. Pour la période 1991-2020, la température moyenne annuelle observée sur la station météorologique la plus proche, située sur la commune de Lanleff à 6 km à vol d'oiseau, est de 11,7 °C et le cumul annuel moyen de précipitations est de 845,9 mm,. Pour l'avenir, les paramètres climatiques de la commune estimés pour 2050 selon différents scénarios d'émission de gaz à effet de serre sont consultables sur un site dédié publié par Météo-France en novembre 2022.

## Urbanisme

### Typologie
Au 1er janvier 2024, Gommenec'h est catégorisée commune rurale à habitat dispersé, selon la nouvelle grille communale de densité à 7 niveaux définie par l'Insee en 2022.
Elle est située hors unité urbaine et hors attraction des villes,.

### Occupation des sols
L'occupation des sols de la commune, telle qu'elle ressort de la base de données européenne d’occupation biophysique des sols Corine Land Cover (CLC), est marquée par l'importance des territoires agricoles (85,9 % en 2018), une proportion sensiblement équivalente à celle de 1990 (85,7 %). La répartition détaillée en 2018 est la suivante : 
terres arables (67 %), zones agricoles hétérogènes (18,9 %), forêts (10,6 %), zones urbanisées (3,5 %). L'évolution de l’occupation des sols de la commune et de ses infrastructures peut être observée sur les différentes représentations cartographiques du territoire : la carte de Cassini (XVIIIe siècle), la carte d'état-major (1820-1866) et les cartes ou photos aériennes de l'IGN pour la période actuelle (1950 à aujourd'hui).

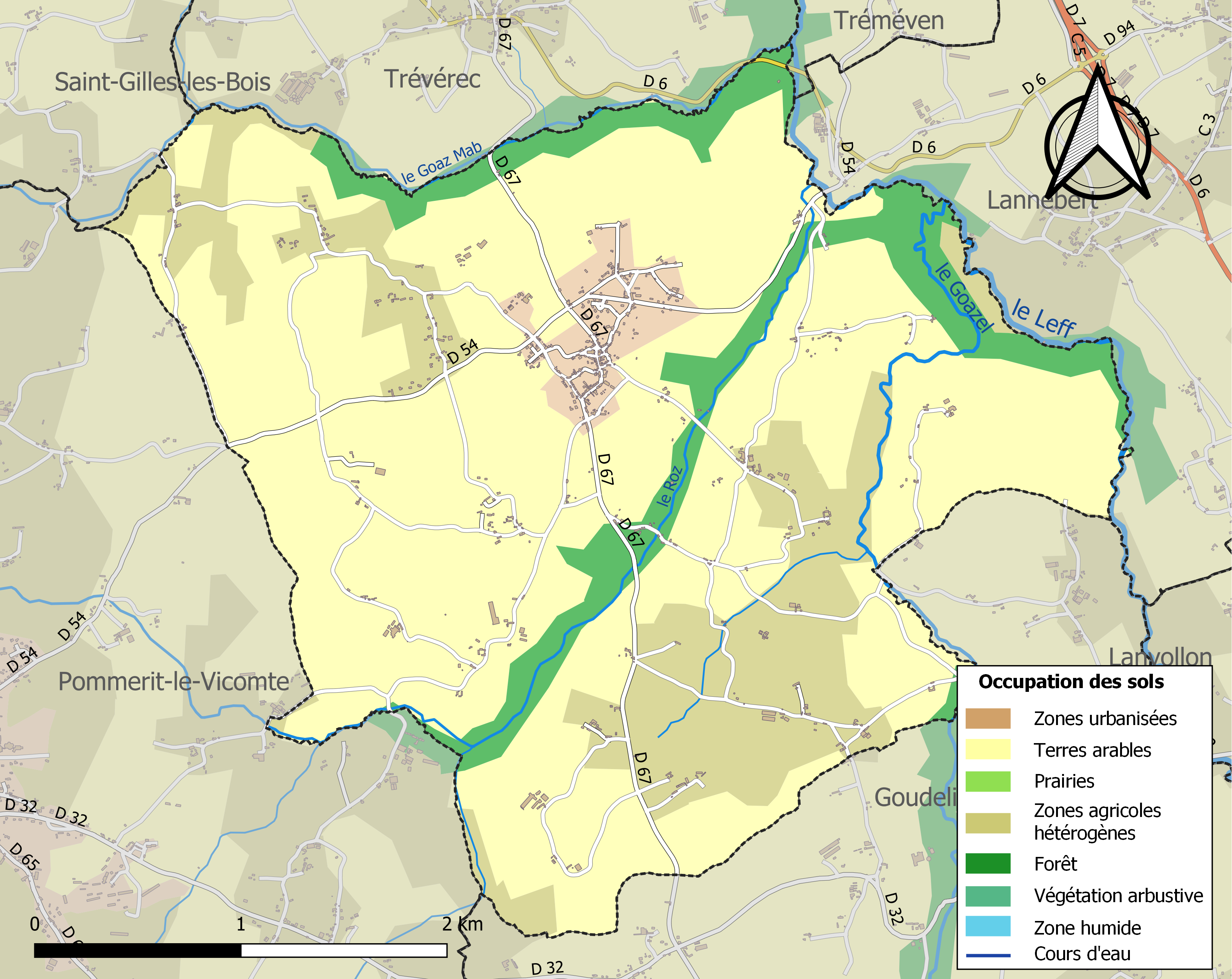
Carte des infrastructures et de l'occupation des sols de la commune en 2018 (CLC).

## Toponymie
Le nom de la localité est attesté sous les formes Ecclesia de Gomenech vers 1330, Gommenech fin du XIVe siècle, Gomenec en 1419, Gomenech en 1429, Goumenech, Gommenech en 1441, Gomenech en 1444, Gomenec'h en 1782, Gomennec'h en 1787, Gommenech en 1801 puis Gommenec'h à partir de 1877.
Gommenec'h est un composé formé du préfixe gou (en vieux-breton gu) (sous) et de meneh, pluriel du breton manah (moine),. « Sous la dépendance des moines ».
Le nom breton de Gommenec'h est Gouanac'h.

## Histoire

### Le Moyen Âge
Gommenec'h, qui aurait comme origine un monastère celte, appartenait à la paroisse de Pommerit-le-Vicomte jusqu'en 1429.
Saint Joran moine ermite bénédictin est, selon la tradition, né à Gommenec'h vers 1300 (ne pas confondre avec saint Jorand de Plouëc-du-Trieux).
Sous l'Ancien Régime, Gommenec'h, appartenait à l'évêché de Tréguier et au comté de Goëlo.

### LeXXesiècle

#### Les guerres duXXesiècle
Le monument aux morts porte les noms de 84 soldats morts pour la Patrie :
- 64 sont morts durant la Première Guerre mondiale ;
- 19 sont morts durant la Seconde Guerre mondiale ;
- 1 est mort durant la guerre d'Indochine.

Résidant à Gommenec'h, Désiré Hervé travaillait pour une entreprise allemande chargée d'édifier les fortifications côtières. Avec d'autres camarades, il projeta de détruire les batteries côtières du chantier. Dans la nuit du 21 au 22 juin 1942, ils furent interceptés par 2 soldats allemands qu'ils tuèrent. Le lendemain, Désiré Hervé fut arrêté après dénonciation du maire de la commune sur laquelle le chantier était en cours. Il fut exécuté le 18 juillet 1942. Il avait 27 ans.

## Langue bretonne
La variété du breton traditionnellement parlée à Gommenec'h est le breton trégorrois.

## Économie
Commune agricole du Petit-Trégor (5 fermes), Gommenec'h qui est situé seulement à 13 km des plages de la Manche s'ouvre au tourisme pendant la période estivale (gîtes ruraux, résidences secondaires appartenant à des Allemands ou des Anglais).
Une autre activité saisonnière gommenechoise : le ramassage des cocos paimpolais.

## Cinéma
- Terre de sang :  long métrage réalisé à Gommenec'h en 2003 par Nicolas Guillou avec Ginette Garcin et Dominique Paturel.
- Rien à foot ! :  court métrage réalisé à Gommenec'h par Alexandra Robert et les comédiennes du Théâtre de l'atelier.

## Politique et administration
| Période                                  | Période                   | Identité                                     | Étiquette   | Qualité                                                                    |
| ---------------------------------------- | ------------------------- | -------------------------------------------- | ----------- | -------------------------------------------------------------------------- |
| Les données manquantes sont à compléter. |                           |                                              |             |                                                                            |
| ca. 1927                                 |                           | M. Ollivier                                  | Républicain |                                                                            |
| Les données manquantes sont à compléter. |                           |                                              |             |                                                                            |
| octobre 1947                             | mars 1959                 | Pierre Le Coquil                             | SFIO        | Agriculteur Conseiller général de Lanvollon (1964 → 1976)                  |
| mars 1959                                | mars 1965                 | Jean Lalès,                                  | Droite      | Cultivateur                                                                |
| mars 1965                                | mars 1983                 | Pierre Le Coquil                             | PSU puis PS | Agriculteur Conseiller général de Lanvollon (1964 → 1976)                  |
| mars 1983                                | mars 1991 (démission)     | André Guillemot,                             |             | Agriculteur retraité Adjoint au maire (1977 → 1983)                        |
| mars 1991                                | juin 1995                 | Xavier Bouget                                |             | Directeur de négoce en bois et matériaux                                   |
| juin 1995                                | mars 2007 (démission)     | Hélène Ollivier,                             | DVD         | Retraitée, maire honoraire (2009) Première adjointe au maire (1991 → 1995) |
| mars 2007                                | En cours (au 25 mai 2020) | Alain Herviou Réélu pour le mandat 2020-2026 | SE          | Commerçant Premier adjoint au maire (2001 → 2007)                          |

## Démographie
L'évolution du nombre d'habitants est connue à travers les recensements de la population effectués dans la commune depuis 1793. Pour les communes de moins de 10 000 habitants, une enquête de recensement portant sur toute la population est réalisée tous les cinq ans, les populations de référence des années intermédiaires étant quant à elles estimées par interpolation ou extrapolation. Pour la commune, le premier recensement exhaustif entrant dans le cadre du nouveau dispositif a été réalisé en 2005.

En 2022, la commune comptait 552 habitants, en évolution de −0,18 % par rapport à 2016 (Côtes-d'Armor : +1,78 %, France hors Mayotte : +2,11 %).
| 1793  | 1800  | 1806  | 1821  | 1831  | 1836  | 1841  | 1846  | 1851  |
| ----- | ----- | ----- | ----- | ----- | ----- | ----- | ----- | ----- |
| 1 200 | 1 242 | 1 148 | 1 137 | 1 231 | 1 216 | 1 206 | 1 236 | 1 246 |

| 1856  | 1861  | 1866  | 1872 | 1876  | 1881  | 1886  | 1891  | 1896  |
| ----- | ----- | ----- | ---- | ----- | ----- | ----- | ----- | ----- |
| 1 210 | 1 215 | 1 262 | 800  | 1 282 | 1 286 | 1 311 | 1 206 | 1 155 |

| 1901  | 1906  | 1911 | 1921 | 1926 | 1931 | 1936 | 1946 | 1954 |
| ----- | ----- | ---- | ---- | ---- | ---- | ---- | ---- | ---- |
| 1 169 | 1 041 | 995  | 941  | 867  | 825  | 803  | 803  | 699  |

| 1962 | 1968 | 1975 | 1982 | 1990 | 1999 | 2005 | 2006 | 2010 |
| ---- | ---- | ---- | ---- | ---- | ---- | ---- | ---- | ---- |
| 671  | 552  | 513  | 457  | 421  | 475  | 494  | 499  | 531  |

| 2015 | 2020 | 2022 | - | - | - | - | - | - |
| ---- | ---- | ---- | - | - | - | - | - | - |
| 548  | 554  | 552  | - | - | - | - | - | - |

## Culture locale et patrimoine

### Lieux et monuments
- La Chapelle Notre-Dame de Douarnec date du XVIe siècle : statues de la Vierge à l'enfant, de saint Pierre et saint Eutrope en bois polychrome, elle est inscrite, avec son placître planté d'arbres, au titre des monuments historiques par arrêté du 5 avril 1950[35].
- L'église Saint-Guy : anciens panneaux du XVIIIe siècle sculptés montés en devant d’autel et statue en bois de saint Joran. Le tableau « Le Rosaire » est de Raphaël Donguy.
- La fontaine Saint-Guy du XVIIIe siècle.
- L'ancien lavoir.
- Quatre moulins (transformés en habitation) dont deux à eau.